# Balantiocheilos
Genre
Balantiocheilos est un genre de poissons d'eau douce de la famille des Cyprinidae.

## Liste des espèces
Selon FishBase (09 août 2015):
- Balantiocheilos ambusticauda Ng & Kottelat, 2007
- Balantiocheilos melanopterus (Bleeker, 1851)

## Galerie

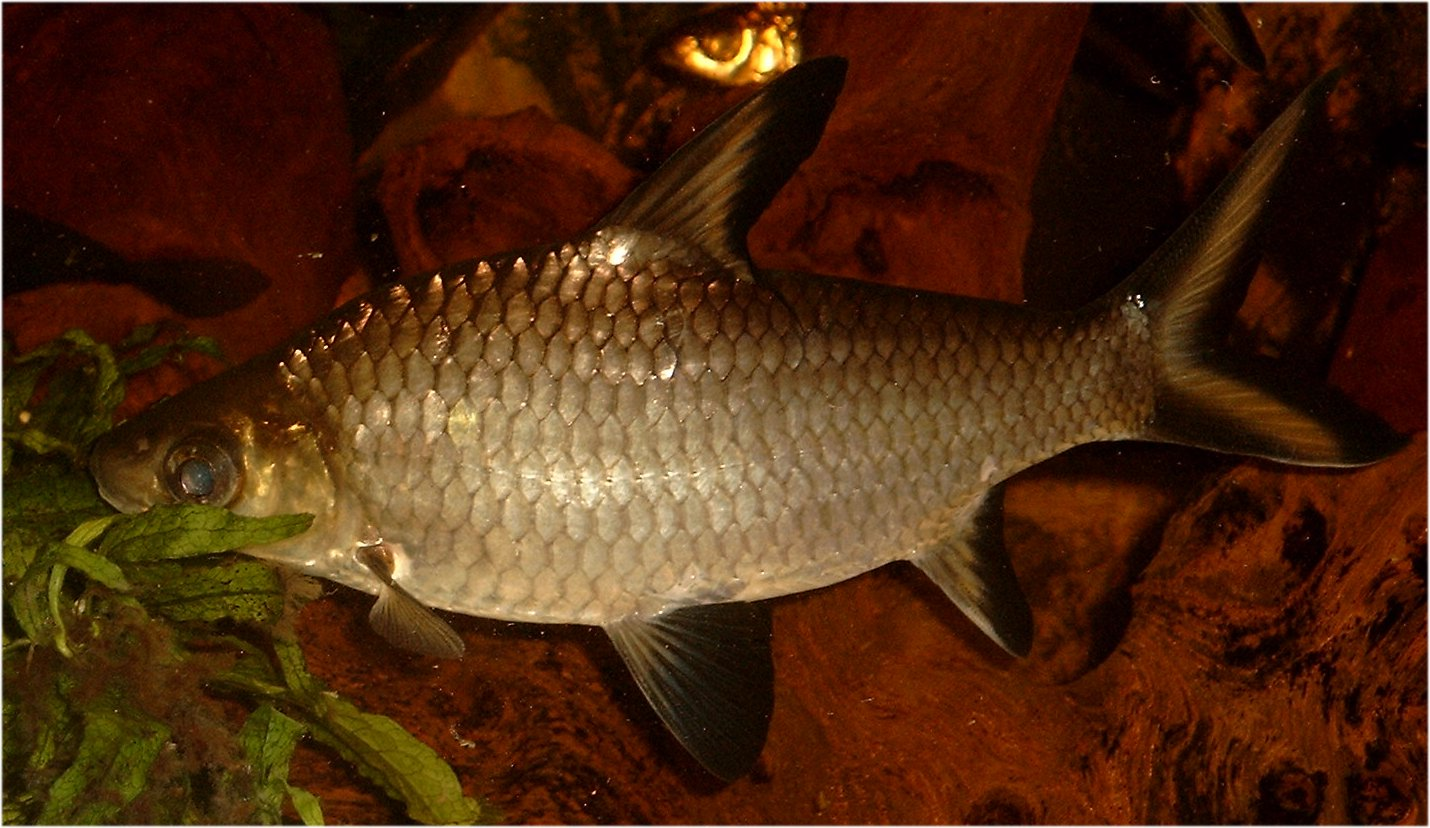
spécimen en aquarium